# Curt von Knobelsdorff

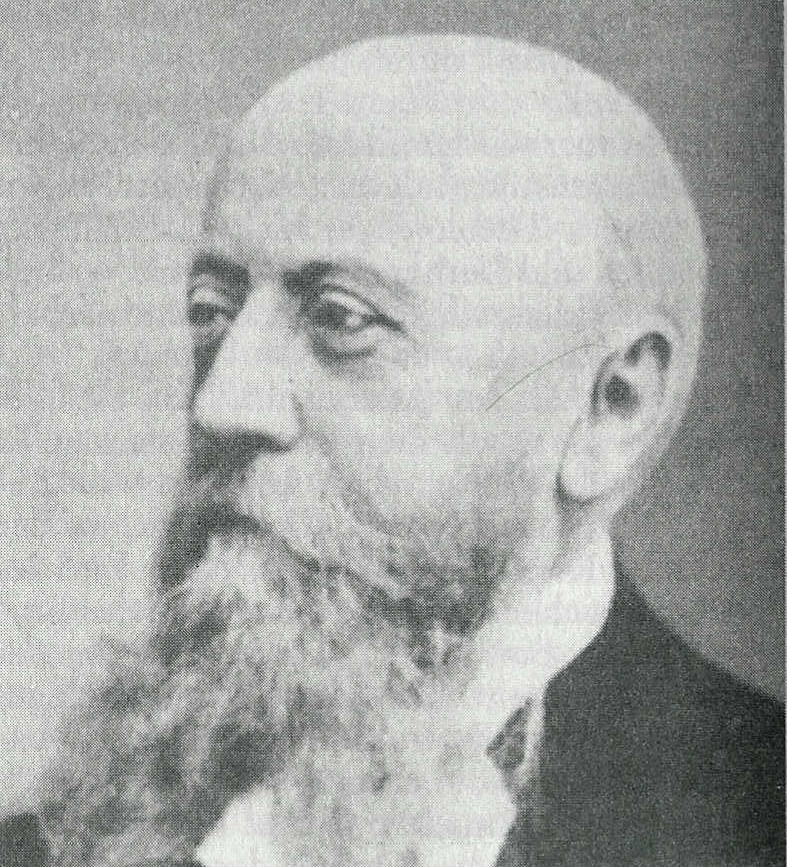
Curt von Knobelsdorff

Curt Alexander Carl Hermann von Knobelsdorff (* 31. Januar 1839 in Berlin; † 24. Januar 1904 in Charlottenburg) war preußischer Offizier im Rang eines Oberstleutnants und ein Pionier des Blauen Kreuzes.

## Leben

### Herkunft
Er entstammte dem Uradelsgeschlecht von Knobelsdorff. Seine Eltern waren der Generalleutnant Alexander Friedrich Adolf von Knobelsdorff (1788–1848) und dessen dritte Ehefrau Auguste, geborene von Beust (* 19. Juli 1810; † 12. Mai 1887).

### Preußische Armee und Blaues Kreuz
Seit 1850 gehörte er zum Kadettenkorps Potsdam. Der Hochzeit folgte 1866 die Teilnahme am Deutschen Krieg und 1870/71 am Krieg gegen Frankreich. 1877 begann er regelmäßig Veranstaltungen des Blauen Kreuzes zu besuchen und wandte sich dem Christentum zu, was zunächst jedoch keine Änderung für sein Leben bedeutete. Erst die Begegnung 1880 mit Dr. Frederick W. Baedeker (1823–1906) – einem Vetter des bekannten Herausgebers von Reisehandbüchern – brachte ihn zu einem 19-monatigen Alkohol- und Tabakverzicht.
1882 erfolgte seine Strafversetzung nach Königsberg, weil er, der seit 1872 Casinodirektor in Mainz war, an Feiern mit Alkohol nicht teilnahm. Dies hatte 1883 den Rückfall in unmäßiges Trinken zur Folge. Februar 1884 wurde er nach Memel versetzt. Am 5. Juli 1887 erlebte Knobelsdorff dann seinen totalen Zusammenbruch und meldete sich am 9. Juli 1887 im Militärlazarett Breslau. Es war eine Kapitulation vor dem Alkohol und dem Vorsatz, endlich kontrolliert trinken zu können. Im Herbst jenes Jahres schrieb er nach Bern, wo sich der Sitz des Blauen Kreuzes für den deutschsprachigen Raum befand und neben anderen auch Arnold Bovet arbeitete, und bat um Aufnahme in den Verein. Im Dezember 1887 erfolgte schließlich seine Pensionierung vom Militärdienst zugleich mit der Beförderung zum Oberstleutnant.
Noch im selben Jahr beginnt er eine achtmonatige Missionarsausbildung an der Schule der Pilgermission St. Chrischona bei Basel. Im August 1888 wird vom Knobelsdorff schließlich eingesegnet und zum Dienst beim Blauen Kreuz nach Berlin gesandt. Im ersten Vierteljahr gelingt die Gründung von drei Gruppen, die aber gleichwohl angefeindet wurden. Enthaltsamkeit galt allgemein als Übertreibung.
Curt von Knobelsdorff wurde in den Folgejahren zum wichtigsten Botschafter des Blauen Kreuzes, der nahezu im gesamten Deutschen Reich, in die Schweiz und nach Nordamerika „Agitationsreisen“ unternahm. Er arbeitete eng mit der Evangelischen Allianz zusammen. So leitete er zeitweise die Blankenburger Allianz-Konferenz und war regelmäßiger Redner bei den Tersteegensruh-Konferenzen in Mülheim an der Ruhr.

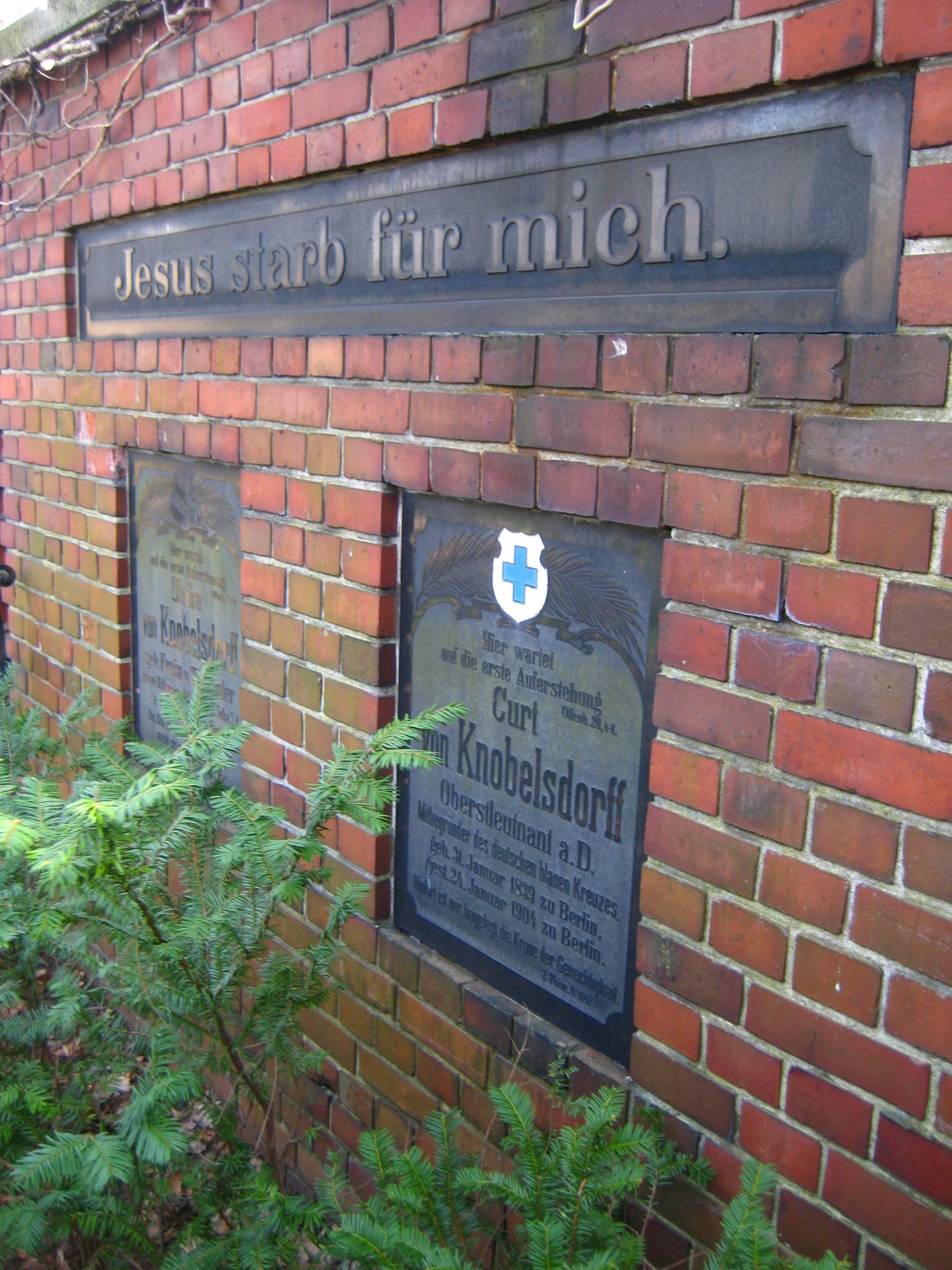
Grabstätte von Curt von Knobelsdorff auf dem Friedhof Columbiadamm in Berlin

Seine letzte Ruhe fand er in auf dem Friedhof Columbiadamm im Feld N 15, Wand, GA. Sein Grab war von 1990 bis 2014 als Ehrengrab der Stadt Berlin gewidmet.

### Ehefrau
Am 10. September 1861 vermählte er sich mit Freiin Ulrike von Thümmler (* 26. November 1842; † 13. Januar 1913), Tochter des Georg Ernst Freiherr von Thuemmler, Besitzer des Rittergutes Selka.